# فی گیل
فی گیل AO (۱۳ ژوئن ۱۹۳۲ – ۳ مه ۲۰۰۸) یک جغرافی‌دان فرهنگی استرالیایی و استاد بازنشسته بود. او از مدافعان فرصت‌های برابر برای زنان و مردم بومی استرالیا بود.

## پیشینه
او با نام گوئندولین فی گیلدینگ در بالاکلاوا، استرالیای جنوبی از پدر و مادری به نام جاسپر و کاتلین گیلدینگ به دنیا آمد. پدر او یک واعظ متدیست بود. پروفسور گیل اولین فارغ‌التحصیل افتخاری در رشته جغرافیا از دانشگاه آدلاید بود. پروفسور گیل به خاطر بسیاری از آثار علمی از جمله اولین رساله دکتری که بر مردم نیمه‌بومی تمرکز داشته و به مسائل همگون‌سازی پرداخته است، شناخته می‌شود. رساله او با عنوان مطالعه‌ای دربارهٔ همگون‌سازی: بومیان نیمه‌استرالیایی در استرالیای جنوبی در سال ۱۹۶۰ در آدلاید منتشر شد و پس از پذیرفته‌شدن گسترده به‌عنوان یک متن انسان‌شناسی، در سال ۱۹۶۴ مجدداً منتشر شد. این رساله در دانشگاه‌های متعدد به کار برده شد. او برای کمک‌هایش به عرصه علمی و نقش زنان در دانشگاه‌ها بسیار مورد تقدیر قرار گرفته است.
در سال ۱۹۸۹، او برای «خدماتش به علوم اجتماعی، به‌ویژه در حوزه‌های جغرافیا و مطالعات بومیان» نشان افسر استرالیا را دریافت کرد. در سال ۱۹۷۸، او اولین زنی بود که به عنوان استاد در دانشگاه آدلاید در رشته جغرافیا منصوب شد. در سال ۱۹۸۸، او معاون رئیس در دانشگاه آدلاید شد و در سال ۱۹۹۰، رئیس دانشگاه دانشگاه استرالیای غربی شد. در سال ۱۹۹۷، او به عنوان رئیس آکادمی علوم اجتماعی استرالیا منصوب شد و اولین زنی بود که این موقعیت را داشت.
گیل تأثیر زیادی از رابطه خود با خواهرخوانده‌اش ادنا واکر، یکی از اعضای نسل ربوده‌شده گرفت و یکی از سخنرانان و فعالان اولیه برای تغییر در رفتار با بومیان استرالیا بود. زمانی که در سال ۱۹۵۷ با میلتون گیل ازدواج کرد، دو ساقدوش او زنان بومی، گلادیس لانگ و لیندا ویل بودند. فعالیت‌های تحقیقاتی اولیه او در میان جوامع بومی در بسیاری از موارد تنها سوابق مکتوب برخی افراد را نمایان می‌کند. این تحقیقات بخشی از کارهایی بود که کمیسیون سلطنتی جزیره هندمارش برای تصمیم‌گیری به آن تکیه کرد. این موضوع موجب انتقاد دیگران از صحت مطالب شد. راد لوکاس این رفتار را در 'شکست انسان‌شناسی' بحث می‌کند.
در زمان حضورش در دانشگاه استرالیای غربی، گیل نقش مهمی در توسعه پیشرفت‌های چشم‌گیر در حوزه برابری جنسیتی ایفا کرد.
در سال ۱۹۷۲، گیل به عنوان مدرس میهمان در مدرسه جغرافیا در دانشگاه آکسفورد حضور داشت، زیرا بورسیه کاترین هلن اسپنس برای سفر به خارج از کشور را دریافت کرده بود. در سال ۱۹۷۸، او استاد میهمان در دانشگاه واشینگتن بود.
در سال ۱۹۹۱، گیل با ایان لاو همکاری کرد تا سخنرانی‌های بویِر آن سال را تحت عنوان "تغییر استرالیا (تغییرات از طریق فناوری)" ارائه دهد.
گیل دیم روما میچل را یکی از مربیان کلیدی خود می‌دانست.

## مشهور شدن

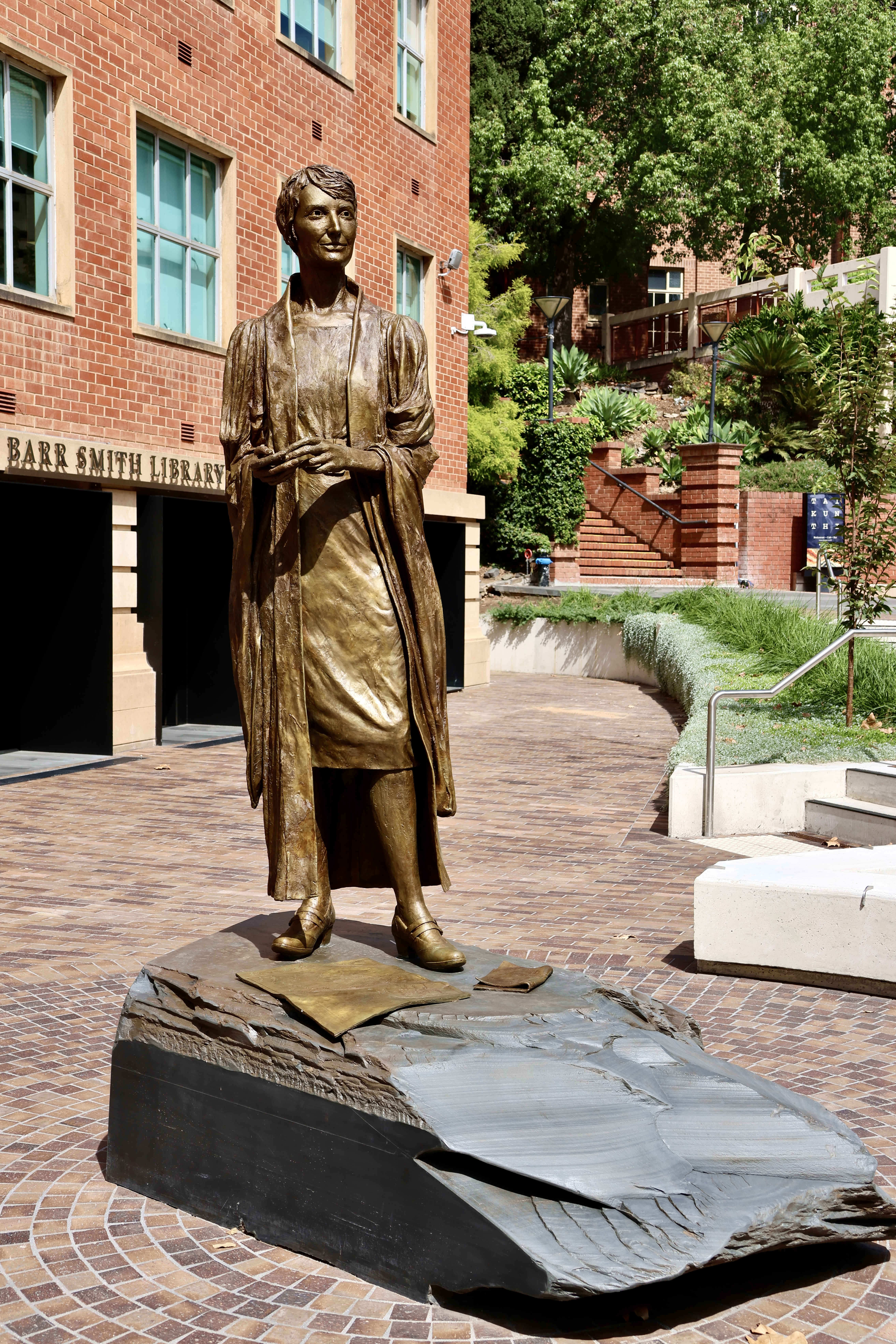
مجسمه فی گیل در پردیس دانشگاه آدلاید در مارس ۲۰۲۵

او اولین زن معاون رئیس دانشگاه آدلاید و اولین رئیس زن دانشگاه استرالیای غربی بود. این اولین انتصاب یک زن در استرالیای غربی و دومین در سراسر استرالیا بود، اما اولین انتصاب در دانشگاه‌های ماسه‌سنگی یا گروه هشت دانشگاه استرالیا محسوب می‌شد.
او اولین زن بود که به عنوان رئیس مؤسسه جغرافی‌دانان استرالیا انتخاب شد و اولین زن بود که به عنوان رئیس کمیته رؤسای دانشگاه‌های استرالیا انتخاب شد.